# Эндоскопическое выделение сосуда
Эндоскопическое выделение сосуда (Endoscopic Vein Harvesting, EVH) — это метод малоинвазивного эндоскопического оперативного вмешательства, при котором сосуд для последующего применения в качестве сосудистого протеза (например, для аортокоронарного шунтирования) выделяется с помощью эндоскопа. Обычно это большая подкожная вена бедра (V. Saphenous) или лучевая артерия (A. Radialis).

## Процедура
В стерильных условиях, под анестезией, хирург выполняет разрез кожи длиной около 2 см, затем устанавливает специальную канюлю и вводит эндоскоп. Для создания оптимальных условий для выделения вены через канюлю подается СО2. Хирург создает туннель вокруг выделяемого сосуда, а затем выделяет сам сосуд от окружающих тканей и отсекает боковые ветви сосуда. Убедившись, что все боковые ветви отсечены и сосуд свободен от окружающих тканей, оператор выполняет разрез кожи на противоположном конце эндоскопа и прошивает или клипирует сосуд. После чего выделяемый сосуд отсекается и вытягивается через разрез. В дальнейшем верхняя и нижняя раны ушиваются, а выделенный сосуд должным образом готовят для дальнейшего использования в качестве сосудистого протеза.

## Преимущества
По сравнению с традиционным открытым методом выделения трансплантата (OVH) и методом bridging, метод эндоскопического выделения сосуда (EVH) имеет следующие преимущества:
- Значительное снижение частоты инфекционных осложнений послеоперационной раны
- Снижение выраженности болевого синдрома
- Превосходный косметический эффект
- Ранняя активизация пациента
- Сокращение сроков пребывания в стационаре
- Уменьшение затрат на амбулаторное лечение раны после выписки из стационара

## История
Первая операция эндоскопического выделения вены с применением система эндоскопического выделения сосудов была проведена в 1995 году в Брюсселе, Бельгия, Dr. Al Chin. Она стала инновационной альтернативой традиционному открытому методу.
С тех пор во всём мире выполнено свыше 1 миллиона операций эндоскопического выделения сосуда.
Совершенствование навыков и постоянное улучшение технологии одобрены экспертами и подтверждены рандомизированными исследованиями, проводившимися в течение 15 лет использования методики эндоскопического выделения сосудов.
Метод одобрен большинством специалистов, благодаря очевидным преимуществам для пациентов. В 2005 году метод эндоскопического выделения сосуда официально признан Международным Обществом Малоинвазивных Кардиохирургов ISMICS как стандарт
лечения при аорто-коронарном шунтировании.
Сегодня приблизительно 75 % операций аорто-коронарного шунтирования (АКШ) и 95 % клиник в Соединённых Штатах Америки используют метод эндоскопического выделения вены как предпочтительный.